# OPI
OPI är ett amerikanskt företag som tillverkar och säljer nagellack. OPI har över 500 anställda och finns i över 75 länder.
George Schaeffer grundade företaget på 1980-talet. Han köpte att företaget Odontorium Products Inc., som tillverkade tandprodukter. Massan för tandbryggor fungerade för att tillverka konstnaglar och han började tillsammans med sin svägerska Suzi Weiss- Fischerman inrikta sig mot nagelbranschen. Företaget började sälja nagellack 1989 och 1998 såldes 20 miljoner nagellacksflaskor av märket. 
I samband med Tim Burtons film Alice i Underlandet, har OPI skaffat licens från Walt Disney Company att släppa en Alice i Underlandet-kollektion, med nagellack som har anspelande namn som "Off with her red" och "Mad as a Hatter". OPI samarbetar även med Dell så man kan beställa en laptop i 26 av OPI:s nagellacksnyanser.